# Lotta greco-romana ai Giochi della XVI Olimpiade - Pesi piuma
La competizione della categoria pesi piuma (fino a 62 kg) di lotta greco-romana dei Giochi della XVI Olimpiade si è svolta dal 3 al 6 dicembre 1956 al Royal Exhibition Building di Melbourne

## Formato
Ad ogni incontro venivano assegnate le seguenti penalità:
- 0 = Al vincitore per schienata
- 1 = Al vincitore per decisione (verdetto di tre giudici)
- 2 = Allo sconfitto per decisione (1:2)
- 3 = Allo sconfitto per decisione (0:3) o schienata

Con cinque penalità o più il lottatore veniva eliminato.
I tre lottatori rimasti disputavano un torneo finale con i risultati acquisiti nel precedenti turni.

## Risultati
| Legenda                                  | Legenda |
| ---------------------------------------- | ------- |
| Lottatore con 5 penalità o più Eliminato |         |

### 1º Turno
Si è disputato il 3 dicembre.
| Vincitore        | Pen. | Risultato | Sconfitto          | Pen. |
| ---------------- | ---- | --------- | ------------------ | ---- |
| Ion Popescu      | 1    | 3:0       | Alan Rice          | 3    |
| Imre Polyák      | 1    | 2-1       | Umberto Trippa     | 2    |
| Gunnar Håkansson | 1    | 3:0       | Roger Bielle       | 3    |
| Müzahir Sille    | 0    | Schienata | Roman Dzneladze    | 3    |
| Rauno Mäkinen    | 0    | Schienata | Norman Ickeringill | 3    |

### 2º Turno
Si è disputato il 4 dicembre.
| Vincitore       | Pen. | Risultato | Sconfitto          | Pen. |
| --------------- | ---- | --------- | ------------------ | ---- |
| Umberto Trippa  | 3    | 3:0       | Ion Popescu        | 4    |
| Imre Polyák     | 2    | 3:0       | Alan Rice          | 6    |
| Roman Dzneladze | 3    | Schienata | Gunnar Håkansson   | 4    |
| Rauno Mäkinen   | 1    | 2:1       | Roger Bielle       | 5    |
| Müzahir Sille   | 0    | Schienata | Norman Ickeringill | 6    |

### 3º Turno
Si è disputato il 5 dicembre. 
| Vincitore        | Pen. | Risultato | Sconfitto      | Pen. |
| ---------------- | ---- | --------- | -------------- | ---- |
| Imre Polyák      | 3    | 3:0       | Ion Popescu    | 7    |
| Roman Dzneladze  | 3    | Schienata | Umberto Trippa | 6    |
| Gunnar Håkansson | 5    | 3:0       | Müzahir Sille  | 3    |
| Rauno Mäkinen    | 1    | Esentato  |                |      |

### 4º Turno
Si è disputato il 6 dicembre. 
| Vincitore       | Pen. | Risultato | Sconfitto     | Pen. |
| --------------- | ---- | --------- | ------------- | ---- |
| Roman Dzneladze | 4    | 2:1       | Rauno Mäkinen | 3    |
| Imre Polyák     | 3    | Schienata | Müzahir Sille | 6    |

### Turno finale
Si è disputato il  6 dicembre.
| Vincitore       | Pen. | Risultato | Sconfitto       | Pen. |
| --------------- | ---- | --------- | --------------- | ---- |
| Roman Dzneladze |      | 2:1       | Rauno Mäkinen   |      |
| Rauno Mäkinen   |      | 2:1       | Imre Polyák     |      |
| Imre Polyák     |      | 2:1       | Roman Dzneladze |      |

1. ↑  Disputato nel 1º turno

## Classifica finale
| Pos.    | Atleta             | Nazione          | V.S. |
| ------- | ------------------ | ---------------- | ---- |
| Oro     | Rauno Mäkinen      | Finlandia        | 1:1  |
| Argento | Imre Polyák        | Ungheria         | 1:1  |
| Bronzo  | Roman Dzneladze    | Unione Sovietica | 1:1  |
| 4       | Müzahir Sille      | Turchia          |      |
| 5       | Gunnar Håkansson   | Svezia           |      |
| 6       | Umberto Trippa     | Italia           |      |
| 7       | Ion Popescu        | Romania          |      |
| 8       | Roger Bielle       | Francia          |      |
| 9       | Norman Ickeringill | Australia        |      |
| 9       | Alan Rice          | Stati Uniti      |      |